# Certificato al Patriota

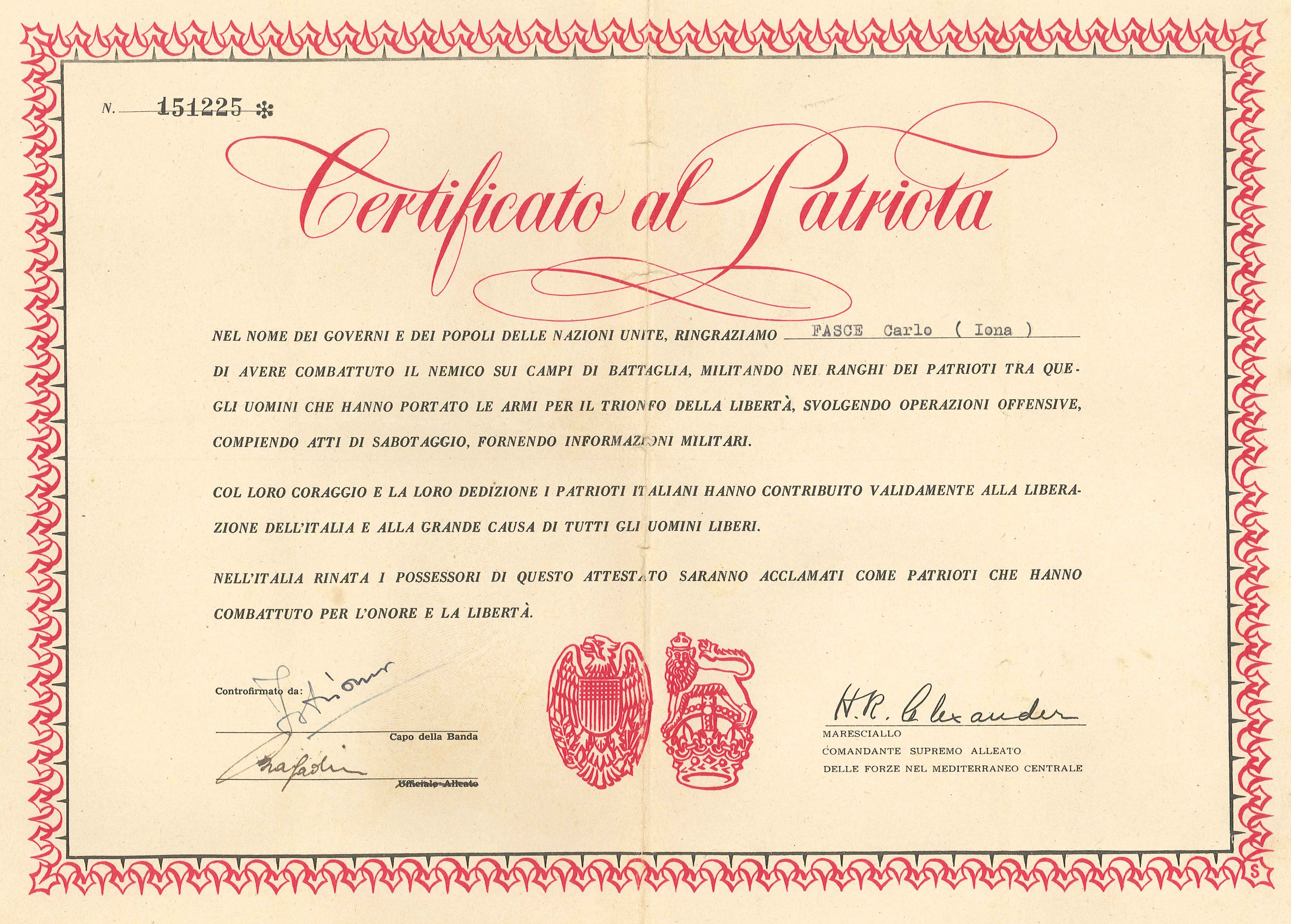
Auszeichnung für Patrioten

Die Certificato al Patriota war eine Auszeichnung für Partisanen der italienischen Resistenza nach dem Zweiten Weltkrieg. Die Urkunde ist auch als Patent Alexander bekannt. Der Name ist auf Feldmarschall Harold Alexander, den Oberbefehlshaber der alliierten Streitkräfte in Italien, zurückzuführen. Zum ersten Mal ging diese Auszeichnung an den Partisanen Nello Iacchini, der dem Marschall und dem britischen Premierminister Winston Churchill am 26. August 1944 bei einem Besuch in Italien das Leben rettete.
Zu den Empfängern des Zertifikats zählte unter anderem General Raffaele Cadorna der Jüngere (Sohn des Marschalls Luigi Cadorna), einer der Kommandeure der italienischen Widerstandsbewegung gegen die deutschen Besatzer in Norditalien nach 1943.

## Text
Im Namen der Regierungen und Völker der Vereinten Nationen danken wir [NAME] dafür, dass er den Feind auf dem Schlachtfelde in den Reihen der Partisanen und im Dienste des Heimatlandes bekämpfte. Er trug die Waffen für die Freiheit und agierte im offenen Kampf und in Sabotageakten. Mit ihrem Mut haben die italienischen Patrioten nicht nur zur Befreiung Italiens, sondern aller Menschen beigetragen. Im neu gegründeten Staat Italien wird diesem Träger der Auszeichnung, der für die Ehre und die Freiheit gekämpft hat, große Hochachtung entgegengebracht. H.R. Alexander, Feldmarschall, Oberster alliierter Befehlshaber Mittelmeergebiet.